# Eduard Vieweg

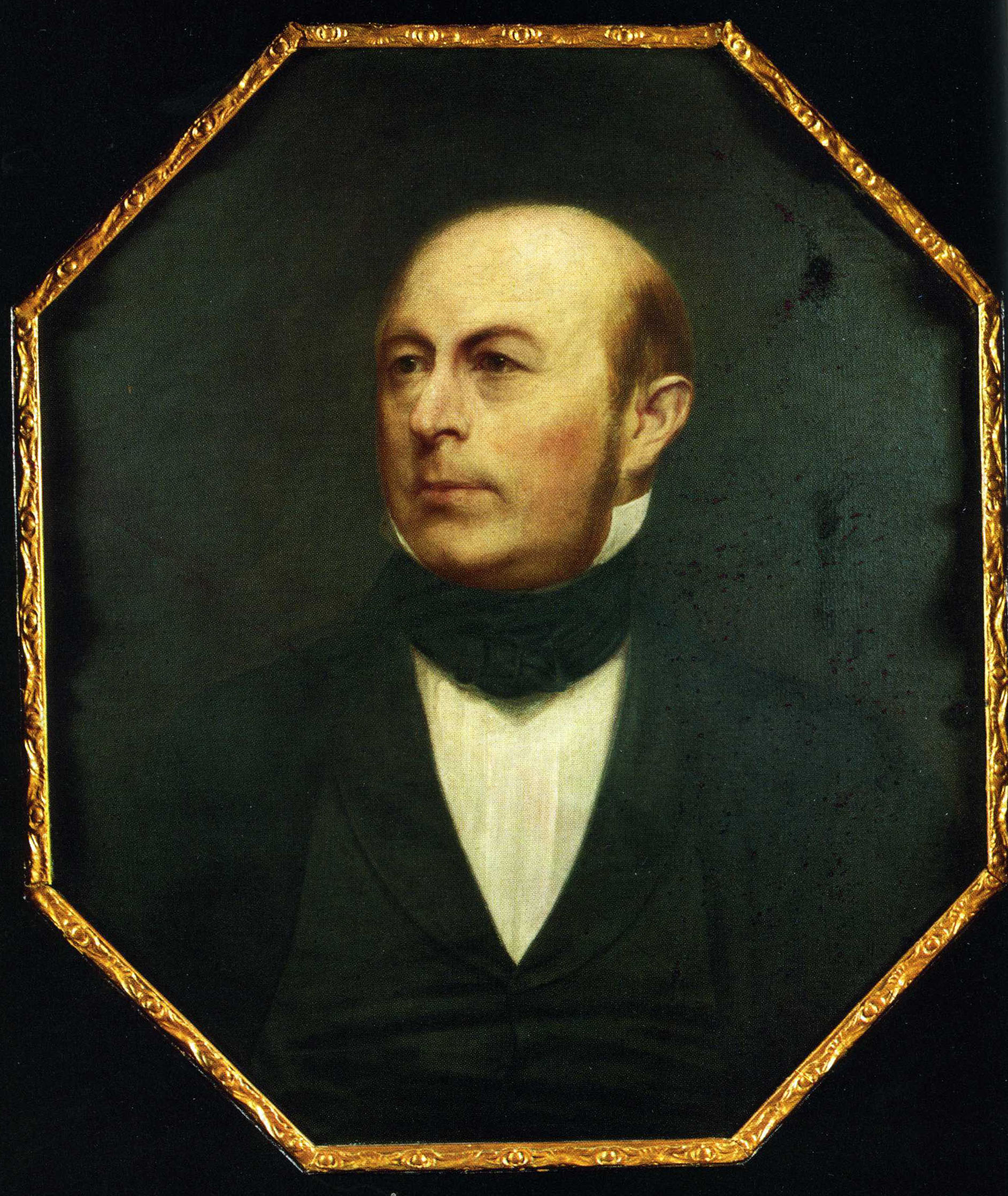
Eduard Vieweg

Hans Heinrich Eduard Vieweg (* 15. Juli 1797 in Berlin; † 1. Dezember 1869 in Braunschweig) war ein deutscher Verleger und Inhaber des Vieweg Verlags.

## Ausbildung
Eduard Vieweg war der Sohn des Verlagsbuchhändlers Friedrich Vieweg (1761–1835) und seiner Frau Charlotte, geb. Campe. In Braunschweig, wohin der Verlag 1799 verlegt wurde, erhielt er unter dem Einfluss seines Großvaters Joachim Heinrich Campe eine Erziehung, die vor allem auf körperliche Ausbildung und praktische Tüchtigkeit abzielte.
Vieweg besuchte hier das Gymnasium, trat aber am 14. Dezember 1813 bei der Rückkehr des rechtmäßigen Herzogs Friedrich Wilhelm in die Elitecompagnie des braunschweigischen Husarenregiments ein. Bereits am 1. Januar 1814 zum Sergeanten befördert, nahm er am Feldzug nach Brabant teil, musste aber schon im Juli 1814 wegen eines durch das Reiten verursachten Fußleidens beurlaubt werden und wurde wohl im April 1815 ganz entlassen. Er musste in der Folge mehrere Jahre auf dem Lager zubringen und behielt ein steifes Fußgelenk.
Nach einer ersten Ausbildung im väterlichen Verlag arbeitete Eduard Vieweg 1821–1822 im Verlag Hoffmann und Campe seines Onkels Julius Campe in Hamburg. Danach unternahm er 1823–1825 Reisen nach Frankreich und England. In Paris lernte er Justus von Liebig kennen, mit dem er sein Leben lang geschäftlich und freundschaftlich verbunden blieb. In England wurde er vor allem politisch geprägt. Am 23. Mai 1825 heiratete er Luise Campe, eine Tochter des Leipziger Finanzrats Heinrich Wilhelm Campe (1771–1862).

## Tätigkeit als Verleger

Eduard Vieweg

1825 wurde Eduard Vieweg Teilhaber der nunmehrigen Verlagsbuchhandlung Friedrich Vieweg und Sohn und modernisierte zunächst die Druckerei. Aus Paris hatte er 1822 eine eiserne Presse mitgebracht und aus England im nächsten Jahr eine Columbia-Druckpresse, eine der ersten in Deutschland. Auf letztere erwarb er ein Patent und veranlasste deren Produktion in den Eisenwerken in Zorge am Harz, von wo aus sie in viele Druckereien geliefert wurden.
Außer auf guten Druck achtete Vieweg auch auf eine gediegene Ausstattung. Holzschnitte, die zur Verdeutlichung der Texte dienten, wurden ab 1841 in einer eigenen Werkstatt hergestellt. Mit seinem Bruder Karl, einem Landwirt, gründete er auf dem Schloss und Gut Wendhausen eine eigene Papierfabrik „Gebrüder Vieweg“ nebst Windmühle. Schloss und Gut, das sie 1836 auf 99 Jahre pachteten, erwarb sein Sohn Heinrich 1873.
Eduard Vieweg nahm vor allem naturwissenschaftliche Werke ins Verlagsprogramm auf, vorzugsweise der führenden Gelehrten auf den Gebieten Chemie, Physik, Physiologie, Naturgeschichte, Mathematik und Technik. Dabei erkannte er kommende Talente und pflegte Freundschaften zu den Autoren, die ihn aufgrund seines handwerklichen Anspruchs schätzten. Neben wissenschaftlichen Standardwerken wie dem Handwörterbuch der Chemie, das anfangs von Hermann Kolbe und später von Hermann Christian von Fehling herausgegeben wurde, verlegte er auch Bücher, die wissenschaftlichen Erkenntnissen eine weitere Verbreitung und praktische Anwendung sichern sollten.

## Zeitungsherausgeber
Politisch war Eduard Vieweg maßvoll liberal und strebte ein geeinigtes Deutschland auf föderativer und freiheitlicher Grundlage unter Führung Preußens an. Dazu gab er ab dem 23. August 1831 die „Deutsche Nationalzeitung aus Braunschweig und Hannover“ unter der Redaktion von Karl Heinrich Hermes heraus, die ungefähr Ende des Jahres 1840 infolge der Zensur ihr Erscheinen einstellte. Am 20. März 1848 erschien dann die „Zeitung für das deutsche Volk“, ab dem 1. Juli als Deutsche Reichs-Zeitung unter der Redaktion von Karl Andree und später Hermann Baumgarten. Nachdem Preußen im Deutschen Krieg von 1866 Schleswig-Holstein annektiert hatte und Vieweg sich mit seinen Überzeugungen zunehmend verlassen gesehen hatte, stellte er am 2. August 1866 das Erscheinen der Reichszeitung „bis auf bessere Tage“ ein.

## Politische Tätigkeit
Eduard Vieweg gehörte von 1838 bis 1850 dem Rechnungsausschuss des Börsenvereins der deutschen Buchhändler und häufig auch Fachausschüssen an. Seine Anliegen waren die Pressefreiheit, ein sicherer literarischer Rechtszustand und eine zweckmäßige Organisation des deutschen Buchhandels.
Auch kommunalpolitisch war Vieweg seit seiner Jugend aktiv. In den Wirren des Jahres 1830 wurde er Adjutant des Kommandeurs der neuerrichteten Bürgergarde; lange Jahre war er Kirchenvorsteher der reformierten Gemeinde (1829–69), Stadtverordneter (1839–55) und Mitglied der Landesversammlung (1848–67). Außerdem war er 1852
an der Gründung der Braunschweigischen Bank beteiligt, deren Direktorium er bis 1861 angehörte. Als in Braunschweig vorübergehend der Plan auftauchte, die oberste Leitung der Stadt als Ehrenamt einem angesehenen Bürger zu übertragen, fasste man Vieweg für diese Stelle ins Auge.
In der deutschen Politik war Eduard Vieweg im Herbst 1849 als Mitglied der deutschen Kaiserpartei in Gotha aktiv und wurde 1850 so gut wie einstimmig zum Abgeordneten
des Erfurter Parlaments gewählt. Als dann die schleswig-holsteinische Frage auftauchte, war Vieweg 1863 auf dem Abgeordnetentag zu Frankfurt und gehörte dem Zentralausschuss der 36er an.

## Tod und Nachfolge
In der Nacht vom 28. zum 29. Oktober 1866 erlitt Eduard Vieweg einen Schlaganfall und blieb bis zu seinem Tod am 1. Dezember 1869
bettlägerig. Seine Witwe überlebte ihn bis zum 16. Mai 1888. Die Verlagsbuchhandlung Friedrich Vieweg und Sohn ging auf den einzigen Nachkommen Heinrich Vieweg über.